# 30. Reserve-Division (Deutsches Kaiserreich)
Die 30. Reserve-Division wurde als Großverband der Preußischen Armee zu Beginn des Ersten Weltkriegs gebildet. Ab Ende Dezember 1916 bestand die Division ausschließlich aus landsmannschaftlichen Teilen des Königreiches Bayern und war ab diesem Zeitpunkt ein Großverband der Bayerischen Armee.

## Geschichte
Der Verband wurde am 2. August 1914 ursprünglich als Hauptreserve der Festung Straßburg aufgestellt. Später unterstand er dem Korps Eberhardt/XV. Reserve-Korps. Da die Division nahezu ausschließlich aus bayerischen Verbänden bestand, wurde sie am 26. Dezember 1916 in 30. Bayerische Reserve-Division umbenannt und dem neu entstandenen XV. Bayerischen Reserve-Korps unterstellt. Der Verband wurde ausschließlich an der Westfront in den Vogesen und in Elsaß-Lothringen eingesetzt.

### Gefechtskalender

#### 1914
- 05. bis 19. August – Gefechte in den Vogesen
- 20. bis 22. August – Schlacht in den mittleren Vogesen
- 22. August bis 14. September – Schlacht vor Nancy-Épinal
  - 25. August – Gefecht bei Altweiler (Teile der Division)
- ab 17. September – Stellungskämpfe in den mittleren Vogesen
  - 2. Oktober – Gefecht bei Senones
  - 31. Oktober bis 3. November – Gefechte auf dem Grenzkamm bei Markirch

#### 1915
- Stellungskämpfe in den mittleren Vogesen
  - 27. Januar – Gefecht bei Senones-Ban de Sapt
  - 30. Mai – Gefecht bei Ménil
  - 22. Juni bis 24. Juli – Gefecht bei Ban de Sapt-Launois um La Fontenelle (Höhe 627)

#### 1916
- Stellungskämpfe in den mittleren Vogesen

#### 1917
- bis 3. Januar – Stellungskämpfe in den mittleren Vogesen
- 14. Januar bis 29. April – Stellungskampf im Oberelsass
- 30. April bis 28. Oktober – Stellungskämpfe in Lothringen
- ab 29. Oktober – Stellungskampf im Oberelsass

#### 1918
- bis 11. November – Stellungskampf im Oberelsass
- 12. November bis 23. Dezember – Räumung des besetzten Gebietes und Marsch in die Heimat

## Gliederung

### Mobilmachung 1914
- 60. Reserve-Infanterie-Brigade
  - Reserve-Infanterie-Regiment Nr. 60
  - Reserve-Infanterie-Regiment Nr. 99
- 3. Bayerische Reserve-Infanterie-Brigade
  - 4. Bayerisches Reserve-Infanterie-Regiment
  - 15. Bayerisches Reserve-Infanterie-Regiment
- Reserve-Husaren-Regiment Nr. 9
- Feldartillerie-Ersatz-Abteilung Nr. 15
- Feldartillerie-Ersatz-Abteilung Nr. 51
- Feldartillerie-Ersatz-Abteilung Nr. 80
- Feldartillerie-Ersatz-Abteilung Nr. 84
- 2. Reserve-Kompanie/Pionier-Bataillon Nr. 15

### Kriegsgliederung 1918
- 5. Bayerische Ersatz-Brigade
  - 4. Bayerisches Ersatz-Regiment[1]
  - 8. Bayerisches Landwehr-Infanterie-Regiment
  - 15. Bayerisches Landwehr-Infanterie-Regiment
  - 2. Eskadron/Reserve-Husaren-Regiment Nr. 9
- Bayerischer Artillerie-Kommandeur Nr. 20
  - Reserve-Feldartillerie-Regiment Nr. 239
- 22. Bayerisches Pionier-Bataillon
  - 13. Bayerische Reserve-Pionier-Kompanie
  - 5. Bayerische Landwehr-Pionier-Kompanie
  - Minenwerferkompanie Nr. 230
- Divisions-Nachrichten-Kommandeur Nr. 430

## Kommandeure
| Dienstgrad      | Name                     | Datum                                  |
| --------------- | ------------------------ | -------------------------------------- |
| Generalleutnant | Karl Albert von Knoerzer | 02. August 1914 bis 9. September 1915  |
| Generalmajor    | Robert Krause            | 10. September 1915 bis 17. Januar 1917 |
| Generalleutnant | Hermann Beeg             | 18. Januar 1917 bis 5. Juli 1918       |
| Generalmajor    | Wilhelm von Reitzenstein | 06. Juli 1918 bis Ende                 |